# Солошенко, Игорь Александрович (учёный)
Солошенко Игорь Александрович (1941—2007) — член-корреспондент Национальной академии наук Украины.
Окончил Харьковский университет. В 1983 году защитил докторскую диссертацию «Коллективные процессы в ионно-пучковой плазме». Более 20-ти лет (1986—2007) заведующий отделом газовой электроники Института физики НАН Украины, который был основан в 1965 году Марком Давидовичем Габовичем. С 2006 по 2007 г. директор Института физики НАН Украины. Ведущий учёный в области физики плазмы и ионных пучков.